# 纳黑失只罕
纳黑失只罕（波斯語：‎；Naqsh-i Jahān，？—1418年），东察合台汗国第七任可汗（在位：1416年 - 1418年）。
沙迷查干的儿子，黑的儿火者的孫兒。明永樂十三年（1415年）冬，「有自西域還者，言馬哈麻母及弟相繼卒。帝湣之，命安齎敕慰問，賚以彩幣。」之後，《明史》指「已而馬哈麻亦卒，無子，從子納黑失只罕嗣」；但根據現代中國的《草原帝国》指：其實馬哈麻是有兒子失儿马黑麻，而且亦继了位，但後來被杜格拉特埃米尔忽歹达废黜，並拥立沙迷查干的儿子纳黑失只罕嗣位。之後，国政掌握在杜格拉特埃米尔忽歹达手中。永樂十四年（1416年）春，纳黑失只罕遣使至明「告喪」，立即獲明朝認可冊封繼位，並得到賞賜。
永樂十五年（1417年），纳黑失只罕想和帖木儿帝国（撒馬兒罕）通婚，派遣使節往明，请求用马交换明朝的财物，作为嫁妆。明朝「命中官李信等以綺、帛各五百匹助之」。1418年，纳黑失只罕被侄子歪思汗弑杀，歪思汗自立为王，建都亦力把里，埃米尔忽歹达被迫到麦加朝圣。